# Marc Scailliérez
Marc Scailliérez ou Scaillerez, né le 1er octobre 1880 à Feuchy, dans le Pas-de-Calais, où il est mort le 7 octobre 1960, est une personnalité syndicale et politique de l'Artois avant de devenir préfet des Ardennes. 
Agriculteur et membre des mouvements de jeunesse catholique, attaché à un mouvement de pensée catholique et social, il participe activement à la création d'un syndicalisme agricole, devient  maire de sa commune, combat durant la Première Guerre mondiale et rejoint le mouvement des démocrates chrétiens au sein du PDP dans l'entre-deux-guerres. Résistant précoce durant la Seconde Guerre mondiale, il est nommé préfet des Ardennes à la Libération, durant quelques semaines. 

## Plus jeune maire de France et syndicaliste agricole
Marc Jean Henri Adolphe Scailliérez naît le 1er octobre 1880 à Feuchy dans une famille d’agriculteurs. Cette famille est implantée depuis le XVIIIe siècle, au moins, dans cette commune. Les Cailleret étaient devenus Scailleret, puis -ez, puis par la suite Scailliérez. Lors de la Révolution française, Augustin Scaillerez, fermier d'une grosse partie des terres de l'abbaye de Saint-Vaast, était devenu maire de Feuchy. Deux de ses fils lui succèderont.
Marc Scailliérez participe à la création de la section locale de l'Association catholique de la jeunesse française (ACJF), puis devient en 1908 le maire de Feuchy, reprenant ainsi le flambeau de la tradition familiale, et devenant de ce fait, à l'époque, le plus jeune maire de France. Il fonde également avant la Première Guerre mondiale le syndicat agricole de Ligny-lès-Aire et devient vice-président de la Société d’études de l’agriculture d’Arras, à sa création en janvier 1913 sur l’initiative des œuvres catholiques et sociales du diocèse. Il continue par ailleurs à développer l'exploitation familiale et devient un des gros betteraviers de la région.
Son activité favorise l’implantation d’un syndicalisme chrétien dans le milieu agricole. Ce passage d'œuvres rurales soutenues par le comité diocésain pour aider les populations rurales à des organisations syndicales, sur le modèle des organisations ouvrières, et à des caisses rurales, des caisses dotales, des mutuelles incendie, des coopératives d’achat d’outillages ou d’engrais, des coopératives de ventes des produits, va favoriser l'ancrage d'un mouvement chrétien, modéré, républicain et social, au sein des populations agricoles de cette région.
L'église de Feuchy, dédiée à saint Vaast, construite au XVIe siècle ayant été détruite par un incendie en 1911, un projet de reconstruction est lancé par Marc Scailliérez et le prêtre de l'époque, l'abbé Wargniez. Pour trouver les fonds nécessaires, une souscription nationale est ouverte et une publication est vendue. Il est fait appel à Louis Marie Cordonnier, un architecte connu notamment pour ses travaux sur l'Opéra de Lille. Le jeune maire s'emploie également à  convaincre les cultivateurs locaux de céder les terrains au sommet d'une petite colline, car l'église se doit de dominer le village. Ils acceptent. L'évêque d'Arras pose la première pierre le 5 octobre 1913, juste avant que n'éclate la guerre 1914-1918.
Durant la Grande Guerre, mobilisé, Marc Scailliérez est plusieurs fois blessé et reçoit des citations.

## Militant catholique
En 1918, en tant que premier magistrat de sa commune, il s’engage dans la reconstruction de son village, situé en plein cœur des combats et particulièrement meurtri. Ainsi, de la nouvelle église inaugurée fin 1913, il ne reste plus que les fondations. L'architecte Louis Marie Cordonnier revoit ses plans, et grâce à la volonté des donateurs et des habitants de Feuchy, les dommages de guerre ne suffisant pas, l'église est achevée en 1928. Par ailleurs, Marc Scailliérez fonde la coopérative de reconstruction et en organise une autre pour le travail en commun des terres. En août et septembre 1919, il joue un rôle important aux États généraux des régions libérées, réunis à Paris par le journal Le Matin : ces États généraux, consacrés au redressement des territoires dévastés, se sont tenus dans le grand amphithéâtre de la Sorbonne, avec une séance inaugurale présidée par Alexandre Ribot, ancien président du Conseil. Il devient vice-président de l’Union départementale des coopératives de reconstructions du Pas-de-Calais, tout en restant membre de la Fédération agricole du Pas-de-Calais. 
Il se lance dans la vie politique locale, en restant fidèle à la même famille de pensée, le catholicisme social, qui se cherche une place dans l'échiquier politique de l'entre-deux-guerres. En 1920, il est élu conseiller d’arrondissement du canton d’Arras-Sud, en se présentant à l'époque sous l’étiquette Union républicaine démocratique (URD). Il adhère au Parti démocrate populaire (PDP), dès la fondation de ce parti en 1924. Le PDP est le premier rassemblement d’envergure sur le plan politique et non confessionnel d'une démocratie chrétienne en France. Il représente la tendance avancée du catholicisme social français, tout en demeurant un parti centriste. Ce parti est clairement attaché à la République et aux libertés politiques. Cherchant une position médiane entre le libéralisme économique et le socialisme, il préconise l’intervention de l’État dans la sphère économique, la prise en compte des corps intermédiaires, dont les syndicats, et aspire à la réalisation d'un programme de justice sociale (journée de huit heures, congés payés, assurances sociales, allocations familiales, etc.). Il prône également une décentralisation administrative, sociale et économique.  Enfin, le PDP insiste sur l’importance de la famille, de l’éducation civique ainsi que sur le respect de la conscience religieuse.
Il entre en 1925 au conseil d'administration du quotidien catholique Le Courrier du Pas-de-Calais. Marc Scailliérez est réélu en 1926 sous cette nouvelle étiquette contre un candidat du Cartel des gauches, un candidat de la SFIO et un candidat du parti communiste français. Il devient le premier président de la fédération démocrate populaire du Pas-de-Calais, et est un des premiers intervenants lors du 4e congrès du Parti Démocrate Populaire en 1928, à Paris.
Il est également président du conseil d’administration du Courrier du Pas-de-Calais, un quotidien d'Arras. En octobre 1931, il est battu lors de nouvelles élections au conseil d’arrondissement d’Arras-Sud, et ceci dès le premier tour par le candidat de la SFIO.

## Résistant
Le PDP se divise face au régime de Vichy. Plusieurs de ses membres prennent des responsabilités au sein des organisations mises en place par le nouveau régime (organisations agricoles, familiales, de jeunesses ou même dans la Légion française des combattants). Les démocrates populaires peuvent être tentés d’approuver une politique qui reprend des axes majeurs du programme de leur parti (tels la défense de la famille, l’instauration d’organisations professionnelles, la révision des institutions, etc.). Cependant, des membres du PDP s’engagent dans la Résistance intérieure française, et ceci de façon précoce. Marc Scailliérez est de ceux-là. Dès 1941, et sans doute même dès 1940, Il s'inscrit dans le refus de l'idéologie nazie. Il devient membre de l’Organisation civile et militaire (OCM). 
Au sein du courant politique et spirituel dans lequel Marc Scailliérez s'inscrit, d'autres font très vite le même choix, que ce soit par exemple Jacques Maritain alors installé aux États-Unis mais dont les écrits circulent, Edmond Michelet, Gaston Tessier, Étienne Borne, et, dans le Pas-de-Calais comme lui, Jules Catoire. Sur la place d’Arras, des syndicalistes diffusent l'hebdomadaire Témoignage chrétien. Le réseau de résistance qu'il a choisi, l'OCM est, dans le département du Pas-de-Calais,  l'une des organisations les mieux implantées et les mieux organisées. Elle est née à la fin de 1940 d’une rencontre de civils, tel Maxime Blocq-Mascart et de militaires comme Raoul François, professeur à Arras, capitaine d’infanterie en 1940. C'est  l'organisation de résistance présente de manière significative dans le milieu agricole en Artois. Sans doute le souvenir de l’occupation allemande de la guerre 1914-1918 favorise-t-il son implantation. 
Marc Scailliérez est pour l'OCM une recrue de choix. En 1943, lorsque le colonel Passy, chef des services secrets de la France libre, est parachuté en France dans le cadre de la mission Arquebuse-Brumaire, il parcourt les départements septentrionaux. Il séjourne notamment chez Marc Scailliérez, à Feuchy, qui lui a été désigné comme un chef de groupe et un des contacts privilégiés dans la région d'Arras. Le colonel Passy est là pour enquêter sur la Résistance intérieure française, ses capacités paramilitaires, et sa position vis-à-vis du général de Gaulle. Et il revient particulièrement rasséréné de ses entretiens en région Nord-Pas-de-Calais.
Les années 1943 et 1944 voient d'ailleurs les différents courants de la Résistance se coordonner davantage. C'est l'alliance de « la rose et du réséda », de « celui qui croyait au ciel et de celui qui n’y croyait pas » pour reprendre le poème de Louis Aragon.

## Préfet des Ardennes
Le 8 septembre 1944, Marc Scailliérez arrive, à bicyclette, à la préfecture des Ardennes, à Mézières. Il a 64 ans. Il vient d'être nommé préfet par le général de Gaulle dans cette ville libérée depuis le 3 septembre. Le lendemain, il publie son premier communiqué : « Chargé par le gouvernement provisoire de la République  d'être son représentant dans les Ardennes, j'ai accepté cette mission. Je mettrai à la remplir tout mon zèle et tout mon dévouement. Je compte sur votre entier concours pour la mener à bien. À l'œuvre sans plus attendre, regardons les problèmes en face sans les craindre, reprenons confiance en nous-mêmes et en l'avenir du pays. Le plus difficile est fait. Vive de Gaulle ! Vive la République ! Vive la France ».
Il pose avec les représentants locaux des Forces françaises de l'intérieur (regroupement des organisations de Résistance), et des forces américaines et anglaises, sur le perron de l’hôtel de ville de Mézières. Et encourage la renaissance d'une presse libre, rencontrant notamment Pierre Tainturier qui s'apprête à lancer le 11 septembre, un nouveau quotidien, l'Ardennais. Le nouveau préfet se félicite que ce « nouveau journal animé par l'esprit de la Résistance remplace le Petit Ardennais qui s'était compromis dans la collaboration avec l'occupant nazi ».
Sa nomination surprend les personnalités politiques et les « patrons » de la Résistance locale, qui attendaient probablement une personne issue de leur rang. C'est un inconnu dans le département des Ardennes, et c'est une personne loin des courants politiques les plus dynamiques au sein des forces vives de la Résistance, localement. Marc Scailliérez est soupçonné d'anti-communisme, et de bienveillance envers certains notables compromis avec le régime de Vichy. Ces soupçons sont d'autant plus délicats que le rôle des préfets de la Libération est notamment de rétablir un État républicain, de remettre en route les services administratifs, de répondre à la situation difficile des populations civiles dans ce territoire proche du front, mais aussi, de calmer les esprits, d'éviter les exécutions extra-judiciaires, les actes vengeurs, après les clivages des années de guerre.
Un comité départemental de libération (CDL) des Ardennes avait été constitué dès le  printemps 1944, dans la période de clandestinité et d'occupation allemande, avec comme secrétaire général un jeune instituteur, Miguel Sauvage. Miguel Sauvage était un cadre de la Résistance, membre d'une organisation de combattants de sensibilité communiste, le Front national de lutte pour la libération et l'indépendance de la France. Cet instituteur avait été apprécié de tous les Résistants, dans les heures difficiles, pour ses talents d'organisateur, son flegme et son recul. Conformément aux directives du Conseil national de la Résistance, le rôle essentiel du CDL est alors de coordonner  l'action des mouvements de Résistance. Mais l'état-major des Forces Françaises Libres (FFI) entend rester le seul pilote des combats des résistants en Ardennes, et ne souhaite pas d'interférences de la part de ce comité. Les deux instances cohabitent, et malgré quelques couacs maintiennent une unité d'action indispensable.  Le CDL se consacre peu à l'action militaire mais s'investit dans le noyautage des administrations, la surveillance des collaborateurs, la diffusion de tracts, la répartition de l'argent venu de Londres.
Après la Libération, par contre, les FFI se dispersent progressivement ou sont incorporés dans l'armée. « La Libération faite, », écrit le préfet Scailliérez dans un rapport à son ministre de l'Intérieur, « l'importance des FFI diminua, le temps semble ne pas être éloigné où ils seront traités en parents pauvres par le CDL et les comités locaux de Libération ». Par contre, la composition du CDL évolue, avec une présence accrue des forces politiques de gauche entourant Miguel Sauvage. Les rivalités entre les partis réapparaissent. Au-delà de vœux formulés auprès de l'administration, les nouveaux membres du CDL interviennent de plus en plus et montrent des velléités  de contrôle du fonctionnement de cette administration. « Dans les quinze jours qui suivirent la Libération, » écrit encore le préfet Scailliérez, « le CDL semble avoir le plus vif désir de collaborer avec l'Administration mais, dans les quinze jours qui suivirent, il parut vouloir s'ériger en un pouvoir législatif et exécutif départemental, prenant souvent même la contrepartie des décisions préfectorales et de la légalité ».
Le conflit latent éclate le 22 septembre 1944, à propos d'un sujet délicat et particulièrement symbolique, l'épuration au sein des fonctionnaires de l'administration préfectorale. Il est reproché à Marc Scailliérez sa tiédeur sur ce sujet. Il est convoqué de façon très sèche par le CDL, le représentant de la SFIO, (parti socialiste et grand rival à gauche du parti communiste) se montrant particulièrement intransigeant et désagréable avec le préfet. Celui-ci subit deux votes hostiles. « Le comité départemental de libération, devant l'opposition préfectorale, décide d'ajourner ses délibérations jusqu'à ce qu'il puisse entrer en contact avec un préfet qui tienne compte de ses vœux et de ses conseils ». Malgré une médiation tentée par Pierre Pène, le CDL exige le départ de Marc Scailliérez, et l'obtient quelques semaines plus tard.
Marc Scailliérez tourne la page de la haute administration, revient dans sa région natale, l'Artois et se représente dès 1946, sous une étiquette Mouvement républicain populaire, puis adhère au Rassemblement du peuple français, le parti gaulliste, avant de se retirer progressivement de la vie publique.